# Klášter Vardzia
Vardzia (gruzínsky ვარძია) je jeskynní klášterní město západně od města Achalkalaki v kraji (mchare) Samcche-Džavachetie, okrese Aspindza. Město bylo vybudováno na levém břehu řeky Kury v Malém Kavkazu na jihu Gruzie ve 12. století ve stěně hory Erušetu.
Pod skalním městem, v údolí řeky Kury, se nachází tradiční sirné lázně.

## Historie
Stavebníkem byl gruzínský král Jiří III. (gruzínsky Giorgi III., გიორგი III; † 27. března 1184) - Bagration. Město chtěl zřídit jako hraniční pevnost proti nájezdům Turků a Peršanů. Jeho dcera, královna Tamara Gruzínská, stavbu dokončila a zřídila v ní klášter. Za válečného konfliktu se seldžuckými Turky zde sama žila v letech 1193 až 1195 i se svým dvorem.
Vardzia byla vytesána do skalní stěny vyčnívající v délce asi 500 metrů do obloukovitého údolí řeky Kury. Stavitelé přitom využívali skalních výstupků a zákoutí k vyhloubení hlubokých jeskyní, které mezi sebou spojovali tunely, schodišti, terasami a galeriemi. Původně bylo pro obyvatele zřízeno na 3000 bytů v až sedmi patrech, které mohly poskytnout bydlení až pro 50 tisíc lidí. Každý byt sestával ze tří místností. Kromě bytů zde byla i pokladnice, kostel, knihovna, pekárny, stáje a koupací nádrže. Voda byla rozvedena keramickým potrubím.
Po zemětřeseních je dnes zachováno ještě 750 místností na ploše 900 m². Hlavní turistickou atrakcí je klášterní kostel se sloupovým portálem, velký sál s valenou klenbou, apsidou a nartexem, který je vyzdoben barevnými freskami ztvárňujícími mimo jiné i krále Jiřího III. a královnu Tamaru. Ještě dnes zde žije několik mnichů, kteří tu působí jako průvodci návštěvníků.

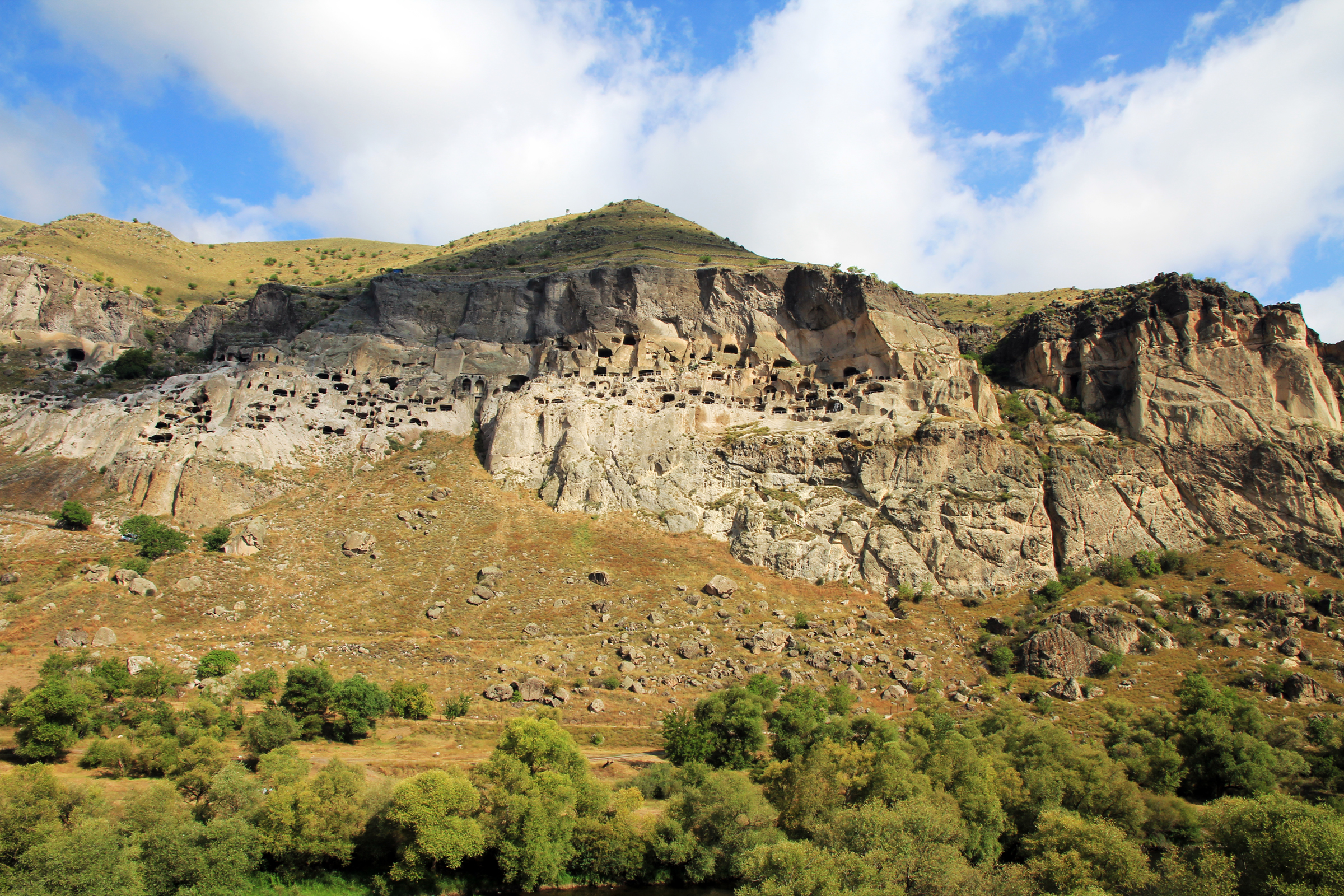
Celkový pohled na skalní město